# Дакаев, Саидбек Муалетович
Саидбек Муалетович Дакаев (9 сентября 1951, Соколовский район, Северо-Казахстанская область — 13 сентября 2022) — чеченский поэт.

## Биография
Родился в депортации в селе Сумское (Соколовский район, Северо-Казахстанская область). После восстановления Чечено-Ингушской АССР семья вернулась на родину, в село Гордали (Ножай-Юртовский район), где будущий поэт пошёл в школу. Впоследствии семья переехала в город Аргун и среднюю школу Дакаев окончил уже здесь.
Окончил филологический факультет Чеченского государственного университета. Работал на промышленных предприятиях Аргуна и преподавал в профтехучилище. В 1990-е годы работал на чеченском телевидении.

## Творчество
Начал писать стихи в школьные годы. Его стихи печались в Шалинской районной газете «Знамя коммунизма». Затем их стали публиковать и в республиканской прессе: газете «Ленинан некъ», альманахе «Орга». В 1976 году был издан коллективный сборник «Іуьйренан аьзнаш» (с чеч. — «Утренние голоса»), в который вошли произведения молодого поэта, а в 1981 был издан авторский сборник стихов Дакаева «Дегнийн йовр йоцу цІе» (с чеч. — «Негасимое пламя сердец»).
Известный чеченский поэт Халим Бурчаев пишет:
Лирический герой Дакаева видит долг людей, живущих на этой земле, в борьбе с несправедливостью и жестокостью. Если человек не знает об этом долге, его жизнь не имеет смысла — такой человек мёртв, даже если в нём есть жизнь.
Целый ряд его стихов положен на музыку.

### На чеченском языке
- Къоналлин кхайкхамца. Коллективный сборник. Грозный. 1976;
- Іуьйренан аьзнаш. Коллективный сборник. Грозный. 1981;
- Дегнийн йовр йоцу цІе. Стихи. Грозный. 1981;
- Даймехкан мукъамаш. Коллективный сборник. Грозный. 1986;
- Шерийн когашкахь. Коллективный сборник. Грозный. 1989;
- Дог дуьйлина мерзаш. Стихи и поэмы. Грозный. 2005;
- Ойланийн тулгІенаш. Стихи и поэмы. Грозный. 2011;
- Сан дезнарш, сан лезнарш. Стихи и поэмы. Грозный. 2016.